# Fête prénatale
 (août 2018).
Une fête prénatale est une fête organisée en l'honneur d'une future mère pendant la grossesse. Aux États-Unis cette coutume porte le nom de baby shower.

## Origines de la fête
Des coutumes de période prénatale sont pratiquées un peu partout dans le monde et le concept de fête mettant à l'honneur la nouvelle mère ou une future mère se retrouvent dans plusieurs cultures. Chaque pays observe ce type de fêtes sous des noms différents. En Amérique latine la fête est appelée fiesta de obsequios (littéralement « fête des cadeaux ») et Chá de bebê au Brésil[réf. nécessaire]. En Irak, on parle de Pauch Masian, en Inde de Valaikappu, ou de God Bharavi, en Turquie de Fasadura et en Afrique du Sud Stork party (fête des cigognes).
Le terme américain baby shower ou baby shower party, issu du terme anglais shower qui signifie « averse », exprime l'idée « d'inonder »  la future mère d'une pluie de cadeaux,,. Aux États-Unis, ce type de fête commença à avoir de l'importance au début des années 1900 puis connut un réel succès dans la période suivant la Seconde Guerre mondiale. À l’origine, cette fête prénatale était organisée pour préparer la femme à devenir mère, des conseils étaient prodigués par les autres femmes présentes. Entrée dans la culture populaire américaine, aujourd'hui la fête est souvent illustrée notamment dans des séries télévisées telles que Friends, Sex and the City, Greys Anatomy, Seinfeld ou Riverdale et commence à se populariser en Europe occidentale,,.

## Déroulement des fêtes prénatales

### Aux États-Unis (baby shower)
Aux États-Unis, la future mère célèbre sa baby shower entre les septième et huitième mois de grossesse. Il s'agit d'une fête entre amis et en famille au cours de laquelle des jeux et animations sont organisés (« jeu du ruban », où l'on fait deviner le tour de ventre de la future mère, jeu du changement des couches sur une poupée, réalisation d'un « gâteau de couches-culottes », confection de cupcakes). Le cadeau emblématique de la fête prénatale est incontestablement le gâteau de couches (appelé diaper cake aux États-Unis). Il s'agit d'une pièce montée composée de couches. 

Sélection de pâtisseries, de nourriture, et de jeux réalisés lors de baby shower parties.
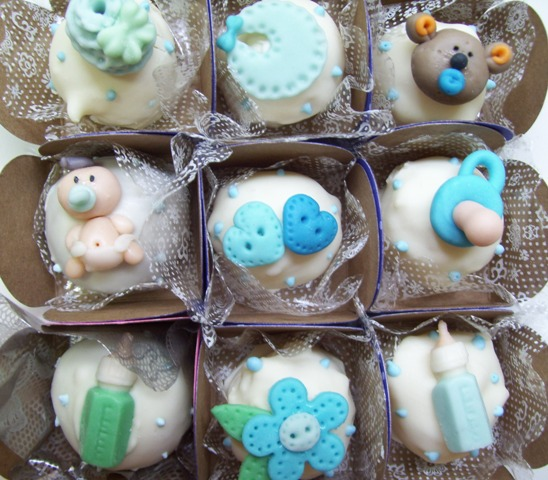
Des cupcakes d'une baby shower party.
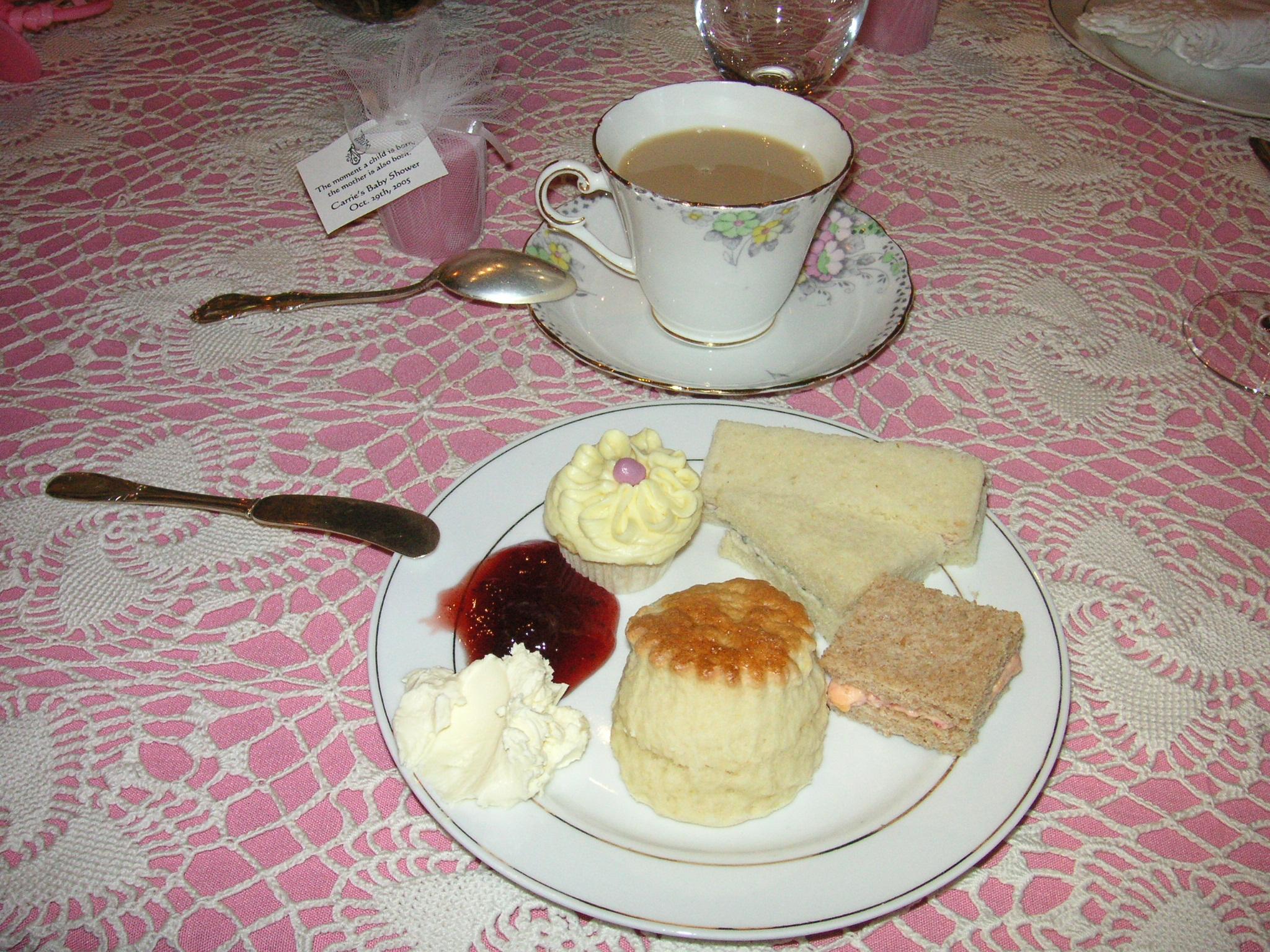
Des pâtisseries lors d'une baby shower party à Los Angeles.
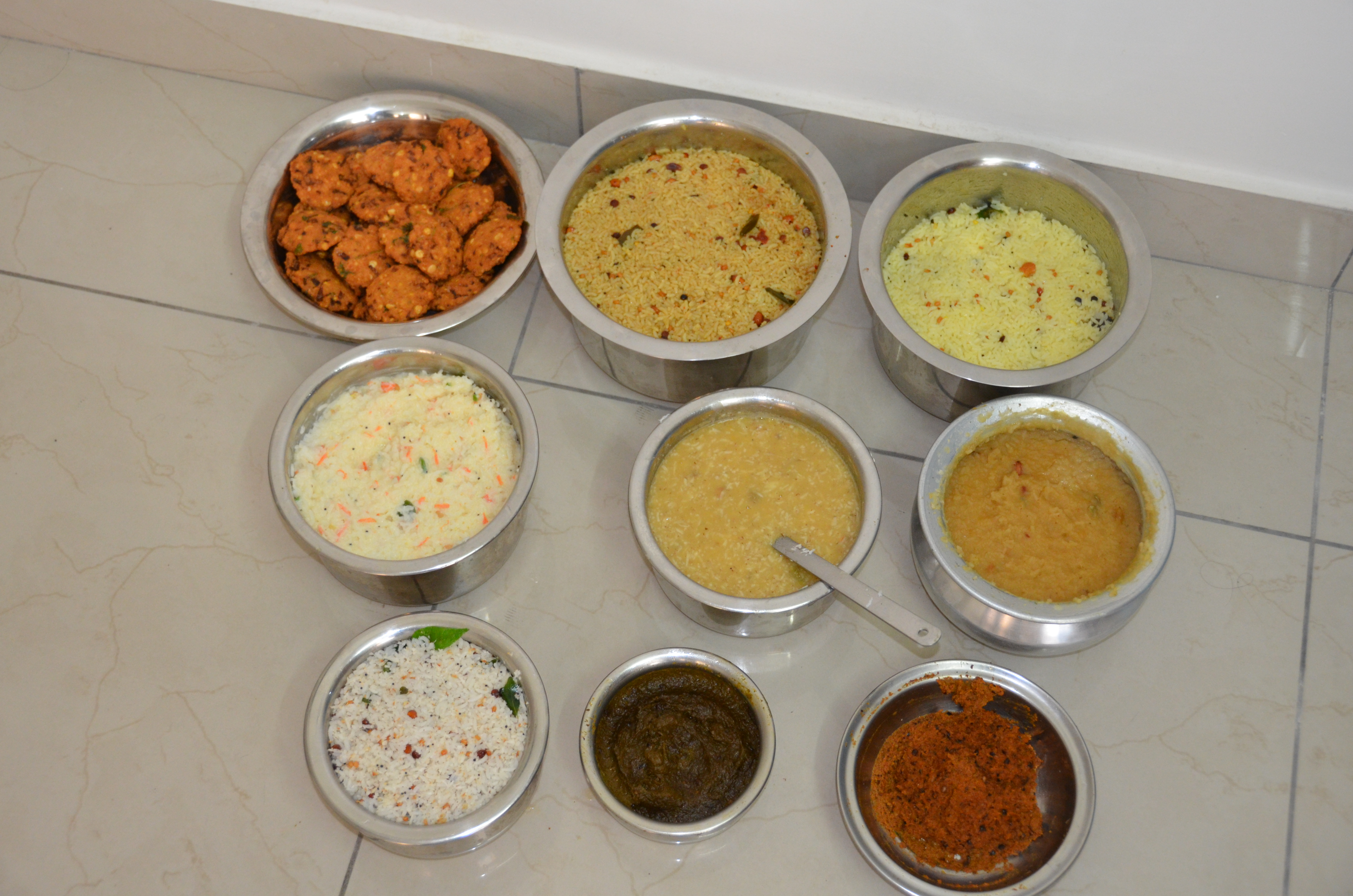
Des Seemantham food lors de baby shower en Inde.
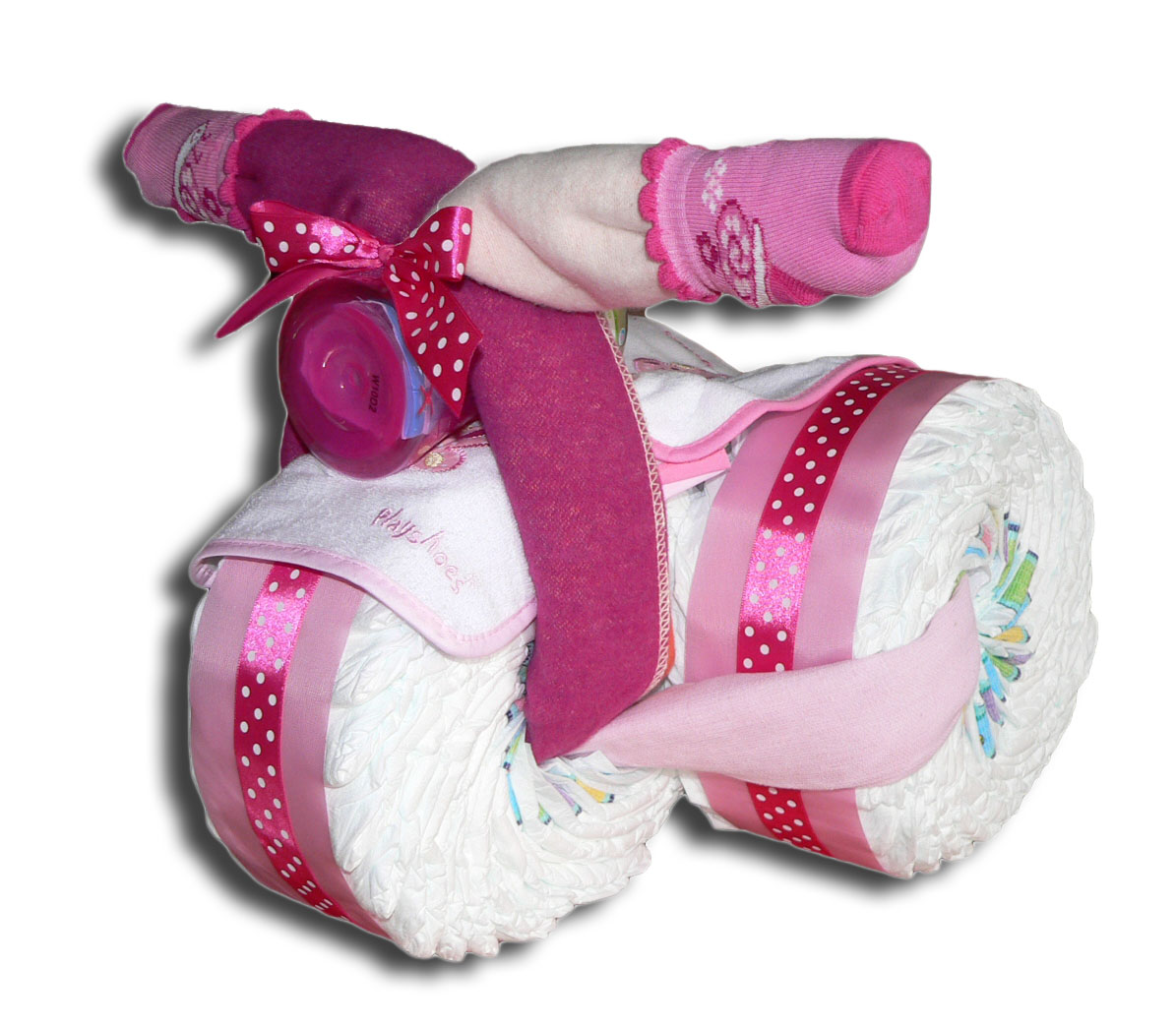
Un « gâteau de couches-culottes ».

### En France
Si les baby showers se déroulent aux États-Unis entre amis et en famille, elles ont plutôt tendance à être exclusivement féminines en France, même si cette tendance commence à évoluer. De plus, cette fête est récente en France, elle n'est apparue en France qu'à partir de 2016. À l'instar d'Halloween ou de l'enterrement de vie de jeune fille, la baby shower est perçue par certains comme une fête mercantile importée des États-Unis. Les traditions françaises inciteraient au contraire à penser qu'offrir des cadeaux à un bébé qui n'est pas encore né porterait malheur et que ce type de fête a davantage de sens après la naissance,. 

## Traditions
Traditionnellement[Où ?][Quand ?], les fêtes prénatales sont organisées en l'honneur de la future mère et n'y sont invitées que des femmes et les enfants. À l'origine, cette fête était l'occasion pour elles de partager leur expérience de mères, et notamment celle de l'accouchement. Avec le temps[Quand ?], des fêtes impliquant les couples ont été organisées.
De même, cette célébration qui ne concernait à l'origine que le premier enfant a évolué pour célébrer toutes les naissances[Où ?][Quand ?]. Dans le cas d'une deuxième naissance, on parle aussi de sprinkle pour nommer la fête[réf. nécessaire].